# پاتروکلوس ۶۱۷
سیارک ۶۱۷ (به انگلیسی: 617 Patroclus، نامگذاری:1906VY) ششصد و هفدهمین سیارک کشف شده‌است که در ۱۷ اکتبر ۱۹۰۶ و در هایدلبرگ کشف شد.
قدر مطلق سیارک برابر ۸٫۱۹ است.
پاتروکلوس (/ pətroʊkləs / pə-TROH-kləs) یک ریزسیاره دوتایی شناخته شده که هردو جسم از نظر اندازه تقریباً مشابه در مدار مرکز سنگینی سراسری مشترک خود قرار دارند. این جرم سوم یک تروجان مشتری است. در سال ۱۹۰۶ توسط آوگوست کپف کشف شد؛ پاتروکلوس ۶۱۷ دومین تروجانی بود که تا آن زمان کشف شده بود.